# Anastasija Zujewa (aktorka)
Anastasija Płatonowna Zujewa (ros. Анастаси́я Плато́новна Зу́ева; ur. 5 grudnia?/17 grudnia 1896 w Spasskoje, zm. 23 marca 1986 w Moskwie) – radziecka aktorka teatralna, filmowa i głosowa, laureatka Nagrody Stalinowskiej (1952), Ludowy Artysta ZSRR (1957).
Żona radzieckiego kompozytora Wiktora Oranskiego.

## Życiorys
Urodziła się 17 grudnia 1896 roku w miejscowości Spasskoje koło Bobrików, w rodzinie zamożnych chłopów. W 1915 roku ukończyła Szkołę Sztuk Dramatycznych w Moskwie pod kierunkiem Nikołaja Aleksandrowa, Nikołaja Massalitinowa i Nikołaja Podgornego. W 1916 roku została przyjęta do drugiego studia Moskiewskiego Artystycznego Teatru Akademickiego, a w 1924 roku – do trupy Moskiewskiego Artystycznego Teatru Akademickiego.
W 1928 roku z powodzeniem zagrała matuszkę w Utiłowsku Leonida Leonowa. W 1932 roku zagrała w sztuce na podstawie powieści Martwe dusze Nikołaja Gogola. Popularność przysporzyła jej rola matrony w sztuce na podstawie powieści Zmartwychwstanie Lwa Tołstoja.
W kinie zadebiutowała w 1932 roku w filmie Prosperiti. Później zagrała epizodyczne role w filmach: Jasna droga (1940), Donieccy górnicy (1950), Wasiek Trubaczow i jego koledzy (1955). Najbardziej znana z roli pojawiającej się w oknie staruszki ubranej w rosyjski strój ludowy w filmowych ekranizacjach baśni rosyjskich Aleksandra Rou (Dziadek Mróz, Ogień, woda i miedziane trąby, Królewna z długim warkoczem, Złotorogi jeleń), gdzie na początku wprowadzała baśń, a na końcu przedstawiała morał.
Podkładała także role głosowe do radzieckich kreskówek (Śnieżka, Bajka o carze Sałtanie).
Zmarła dnia 23 marca 1986 roku w Moskwie i została pochowana na Cmentarzu Nowodziewiczym.

## Nagrody i odznaczenia
- Nagroda Stalinowska II stopnia (1952) za rolę w filmie Donieccy górnicy[6]
- Ludowy Artysta ZSRR (1957)
- dwa Ordery Lenina (1948, 1967)
- Order Czerwonego Sztandaru Pracy (1976)
- Order Przyjaźni Narodów (1982)

Źródło:

## Wybrane role teatralne
- 1918 – Wieś Stiepańczykowo i jej mieszkańcy Fiodora Dostojewskiego[7]
- 1921 – Rewizor Nikołaja Gogola – jako gość
- 1922 – Niebieski ptak Maurice’a Maeterlincka – jako Tyltyl[7]
- 1925 – Biada temu kto ma rozum Aleksandra Gribojedowa – jako księżna Tugouchowska
- 1927 – Car Fiodor Joannowicz Aleksieja Tołstoja – jako Wasylisa Wołochowa
- 1928 – Utiłowsk Leonida Leonowa – jako matuszka
- 1930 – Zmartwychwstanie Lwa Tołstoja – jako matrona
- 1931 – Chleb Władimira Kirszona – jako Mokrina
- 1932 – Martwe dusze Nikołaja Gogola – jako Anastazja Pietrowna Koroboczka[7]

## Wybrane role filmowe

### Filmy fabularne
- 1932: Prosperiti
- 1940: Jasna droga
- 1941: Wojenny almanach filmowy nr 6 (nowela Bankiet w Żyrmunce) jako Praskowia[8]
- 1946: Pierwsza rękawica jako Priwałowa
- 1950: Donieccy górnicy
- 1955: Wasiek Trubaczow i jego koledzy
- 1956: Sprawa nr 306 jako świadek
- 1958: Narzeczony z tamtego świata jako Anna Michajłowna
- 1964: Dziadek Mróz jako narrator (babcia ukazująca się w oknie)
- 1964: Jest taki chłopak jako Marfa
- 1968: Ogień, woda i miedziane trąby jako narrator (babcia ukazująca się w oknie)
- 1969: Królewna z długim warkoczem jako narrator (babcia ukazująca się w oknie)
- 1972: Złotorogi jeleń jako narrator (babcia ukazująca się w oknie)
- 1982: Tam, na tajemniczych dróżkach

### Filmy animowane
- 1950: Bajka o rybaku i rybce jako starucha (głos)[9]
- 1951: Na wysokiej górze (głos)
- 1952: Śnieżynka (głos)
- 1953: Magiczne zabawki (głos)
- 1984: Bajka o carze Sałtanie jako swatka – baba Babarycha (głos)

Źródło: